# 迈克·维斯波利
迈克·维斯波利（英語：Mike Vespoli，1946年12月14日—），美国男子赛艇运动员。她曾代表美国参加1975年泛美运动会赛艇比赛，获得一枚金牌。他也参加了1972年夏季奥运会。